# Iatran, Novoarhanhelsk
Iatran (în ucraineană Ятрань) este localitatea de reședință a comunei Iatran din raionul Novoarhanhelsk, regiunea Kirovohrad, Ucraina.

## Demografie
Componența lingvistică a localității Iatran
     Ucraineană (99,28%)
     Alte limbi (0,72%)
Conform recensământului din 2001, majoritatea populației localității Iatran era vorbitoare de ucraineană (99,28%), existând în minoritate și vorbitori de alte limbi.